# Моллі Рінгволд
Моллі Кетлін Рінгволд (англ. Molly Kathleen Ringwald; нар. 18 лютого 1968, Розвелл, Каліфорнія, США) — американська акторка, номінантка премії «Золотий глобус» (1983).

## Біографія
Народилася 18 лютого 1968 року в місті Розвелл, штат Каліфорнія. Батько Роберт Скотт Рінгволд — джазовий піаніст, мати Адель Едіт — кондитерка, брат Келлі, сестра Елізабет. Почала кар'єру у 5 років з маленької ролі в спектаклі «Аліса в країні чудес». У 6 років записала пісню «I Wanna Be Loved By You», разом з батьком і його гуртом «The Fulton Street Jazz Band». У ранньому дитинстві Моллі знімалася в численних рекламних роликах для місцевого телебачення.
У 1979 році з'явилася в одному з епізодів телесеріалу «Різні ходи», а потім, отримала роль у телешоу «Факти з життя». За роль у фільмі «Буря» (1982) була номінована на премію «Золотий глобус». Проривом у великому кіно для Моллі Рінгволд стала роль у фільмі Джона Г'юза «Шістнадцять свічок» (1984). За цю роль вона отримала премію «Молодий актор». У 1985 році знялася в підлітковому хіті «Клуб „Сніданок“» разом з Еміліо Естевесом, Джаддом Нельсоном і Ентоні Майклом Голлом. В наступні роки вийшло кілька успішних фільмів за участю Рінгволд, такі як «Красуня у рожевому», «Свіжі коні» і «Мисливець на дівчат», де її партнером був Роберт Дауні (молодший). у середині 1980-х вона була однією з найпопулярніших і перспективних молодих акторок. у 1988 році на кінофестивалі в Парижі здобула нагороду як найкраща акторка, за роль у драмі «Чи надовго?».
На початку 1990-х її кар'єра пішла на спад, вона стала зніматися в маловідомих серіалах і фільмах категорії «B».

## Фільмографія
| Рік       |    | Українська назва                                  | Оригінальна назва                             | Роль                  |
| --------- | -- | ------------------------------------------------- | --------------------------------------------- | --------------------- |
| 1979—1980 | с  | Різні ходи                                        | Diff'rent Strokes                             | Моллі Паркер          |
| 1979—1980 | с  | Факти з життя                                     | The Facts of Life                             | Моллі Паркер          |
| 1983      | ф  | Космічний мисливець: Пригоди в забороненій зоні   | Spacehunter: Adventures in the Forbidden Zone | Нікі                  |
| 1984      | ф  | Шістнадцять свічок                                | Sixteen Candles                               | Саманта Бейкер        |
| 1985      | ф  | Клуб «Сніданок»                                   | The Breakfast Club                            | Клер Стендіш          |
| 1985      | тф | Виживання                                         | Surviving                                     | Лонні                 |
| 1986      | ф  | Красуня у рожевому                                | Pretty in Pink                                | Енді Волш             |
| 1986      | с  | Розповіді й легенди долини                        | Tall Tales & Legends                          | Дженні Сміт           |
| 1987      | ф  | Король Лір                                        | King Lear                                     | Корделія              |
| 1987      | ф  | Мисливець на дівчат                               | The Pick-up Artist                            | Ренді Дженсен         |
| 1988      | ф  | Чи надовго?                                       | For Keeps?                                    | Дарсі Елліот Бобруч   |
| 1988      | ф  | Свіжі коні                                        | Fresh Horses                                  | Джевел                |
| 1990      | ф  | Весілля Бетсі                                     | Betsy's Wedding                               | Бетсі Гоппер          |
| 1990      | тф | Жінки і чоловіки: Історії зваблювання             | Women and Men: Stories of Seduction           | Кіт                   |
| 1992      | тф | Заради чого жити: Історія Елісон Герц             | Something to Live for: The Alison Gertz Story | Елісон Герц           |
| 1994      | кф | Деякі люди називає це відточеним лезом            | Some Folks Call It a Sling Blade              | Тереза Татум          |
| 1994      | тф | Протистояння                                      | The Stand                                     | Френні Голдсміт       |
| 1995      | в  | Байя                                              | Baja                                          | Бебе Стоун            |
| 1996      | с  | Згадуючи радіо WENN                               | Remember WENN                                 | Анджела Колтон        |
| 1997      | ф  | Убивця в офісі                                    | Office Killer                                 | Кім Пулі              |
| 1998      | с  | Суботнього вечора у прямому ефірі                 | Saturday Night Live                           | Енні Франк            |
| 1998      | тф | Де тебе носило                                    | Since You've Been Gone                        | Клейр                 |
| 1998      | тф | В один і той же час                               | Twice Upon a Time                             | Бет Саджер            |
| 1999      | ф  | Убити місіс Тінгл                                 | Teaching Mrs. Tingle                          | міс Бенкс             |
| 2000      | с  | За межею можливого                                | The Outer Limits                              | Еллісон Ченнінг       |
| 2000      | с  | Вулиця                                            | The $treet                                    | Девін Олден           |
| 2001      | ф  | Cowboy Up (альтернативна назва Вогняний ринг)     | Cowboy Up                                     | Конні                 |
| 2001      | ф  | Недитяче кіно                                     | Not Another Teen Movie                        | груба стюардеса       |
| 2002      | тф | Успіх                                             | The Big Time                                  | Меріон Пауерс         |
| 2006      | тф | Його забуті дружини                               | The Wives He Forgot                           | Шарлотта Сент-Джон    |
| 2006      | тф | Моллі: Американська дівчинка на домашньому фронті | Molly: An American Girl on the Home Front     | місіс Гелен Макінтайр |
| 2006      | с  | Медіум                                            | Medium                                        | Кетлін Волш           |
| 2008—2013 | с  | Таємне життя американського підлітка              | The Secret Life of the American Teenager      | Енні Юргенс           |
| 2011      | с  | Ясновидець                                        | Psych                                         | медсестра Макелрой    |
| 2014      | с  | Яскрава веселка                                   | Rainbow Brite                                 | Темна Принцеса        |
| 2015      | ф  | Джем і голограми                                  | Jem and the Holograms                         | тітка Бейлі           |
| 2016      | с  | Чудові Вейни                                      | The Wonderful Wayneys                         | Пейджі Вейні          |
| 2016      | ф  | Королівська кобра                                 | King Cobra                                    | Емі Косіс             |
| 2017—2021 | с  | Рівердейл                                         | Riverdale                                     | Мері Ендрюс           |
| 2018      | ф  | Сибір                                             | Siberia                                       | Геббі                 |
| 2019      | с  | Казки міста                                       | Tales of the City                             | мати Клер             |
| 2020      | ф  | Будка поцілунків 2                                | The Kissing Booth 2                           | пані Флінн            |
| 2021      | ф  | Будка поцілунків 3                                | The Kissing Booth 3                           | пані Флінн            |

## Нагороди і номінації
| Рік  | Нагорода                                          | Організація           | Номінація                                                                    | Робота                                                                          | Результат |
| ---- | ------------------------------------------------- | --------------------- | ---------------------------------------------------------------------------- | ------------------------------------------------------------------------------- | --------- |
| 2009 | «Вибір тінейджерів»                               | Teen Choice Awards    | Вибір батьків                                                                | Таємне життя американського підлітка (The Secret Life of the American Teenager) | Номінація |
| 2008 | TV Land Award                                     | TV Land Awards        | Найкращий персонаж, який «зник безвісти»                                     | Факти життя (The Facts of Life)                                                 | Номінація |
| 2005 | «Срібне відерце майстерності» (спеціальна премія) | MTV Movie & TV Awards |                                                                              | Клуб «Сніданок»                                                                 | Перемога  |
| 2002 | Кінопремія MTV                                    | MTV Movie & TV Awards | Найкраще камео                                                               | Недитяче кіно                                                                   | Номінація |
| 1991 | «Золота малина»                                   | Razzie Awards         | Найгірша акторка                                                             | Весілля Бетсі                                                                   | Номінація |
| 1989 | Blimp Award                                       | Kids’ Choice Awards   | Найкраща кіноакторка                                                         | Чи надовго? (For Keeps?)                                                        | Номінація |
| 1988 | «Найкраща акторка»                                | Paris Film Festival   |                                                                              | Чи надовго? (For Keeps?)                                                        | Перемога  |
| 1985 | «Молодий актор»                                   | Young Artist Awards   | Best Young Actress in a Motion Picture — Musical, Comedy, Adventure or Drama | Шістнадцять свічок (Sixteen Candles)                                            | Перемога  |
| 1983 | «Золотий глобус»                                  | Golden Globes, USA    | Нова зірка року в кінофільмі (серед жінок-акторок)                           | Буря (Tempest)                                                                  | Номінація |
| 1983 | «Молодий актор»                                   | Young Artist Awards   | Найкраща молода акторка кіно в ролі другого плану                            | Буря (Tempest)                                                                  | Номінація |